# NN-263
La carretera NN‑263 es una vía departamental secundaria ubicada en el departamento de Chinandega, en el occidente de Nicaragua. Tiene una longitud de 8.94 kilómetros y conecta la ciudad de Chichigalpa con el Ingenio San Antonio, una importante zona agroindustrial del país. Esta ruta fue inaugurada en 2014 y permite el transporte eficiente de caña de azúcar y productos agrícolas hacia centros de procesamiento y distribución.

## Trazado y cruces
La siguiente tabla muestra su recorrido, localidades y principales conexiones:
| km   | Localidad           | Departamento | Conexión / Ruta |
| ---- | ------------------- | ------------ | --------------- |
| 0.0  | Chichigalpa         | Chinandega   | NIC 26          |
| 4.5  | Comunidad cañera    | Chinandega   |                 |
| 8.94 | Ingenio San Antonio | Chinandega   |                 |